# Guaraniella mahnerti
Guaraniella mahnerti is een spinnensoort in de taxonomische indeling van de kogelspinnen (Theridiidae).
Het dier behoort tot het geslacht Guaraniella. De wetenschappelijke naam van de soort werd voor het eerst geldig gepubliceerd in 1984 door Léon Baert.